# تشيهيرو كانيكو
تشيهيرو كانيكو (باليابانية: 金子千尋؛ بالكانا: かねこ ちひろ) هو لاعب كرة قاعدة ياباني، ولد في 8 نوفمبر 1983 في سانجو في اليابان.

## وصلات خارجية
- تشيهيرو كانيكو على موقع الدوري الياباني لكرة القاعدة (الإنجليزية)
- تشيهيرو كانيكو على موقعبيزبول رفرنس.كوم (الدوري الثانوي) (الإنجليزية)